# Amaranthus blitum subsp. blitum
Amaranthus blitum subsp. blitum, una subespecie de Amaranthus blitum, es una planta anual,  perteneciente a la familia Amaranthaceae.  Es nativa de la región del Mediterráneo, donde forma parte de comunidades nitrófilas que se instalan sobre suelos alterados, generalmente húmedos.

## Descripción
Se diferencia de la subsp. emarginatus (Moq. ex Uline & Bray) Carretero, Muñoz Garm. & Pedrol, por ser una planta generalmente erecta, de hojas grandes y fruto de al menos 2mm.

## Distribución
Probablemente originaria del sur de Europa, se encuentra también en América, África y Asia. Diseminada por gran parte de la península ibérica. 

## Taxonomía
Amaranthus blitum var. blitum
Etimología
Amaranthus: nombre genérico que procede del griego amaranthos, que significa "flor que no se marchita".
blitum: epíteto con el que los griegos llamaban a Amaranthus blitum var. silvestre, vlita (en griego: βλήτα),  y comían las hojas y los brotes tiernos cocidos al vapor o hervidas y luego servidas con aceite de oliva, limón y sal.
Sinonimia
- Amaranthus ascendens Loisel.
- Amaranthus lividus subsp. lividus[3]